# Bitwa pod Szydłowcem
Bitwa pod Szydłowcem – bitwa stoczona została nocą z 22 na 23 stycznia 1863 roku podczas powstania styczniowego. W pierwszej fazie bitwy atakiem pokierowali kapitan August Jasiński i pułkownik Marian Langiewicz, kierując się na Szydłowiec. Przebywały w nim 2 roty pułku piechoty rosyjskiej dowodzonej przez majora Rüdigera. Początkowo dokonano 3 udanych natarć na wojska rosyjskie. Po kolejnym powstańcy zostali zmuszeni do odwrotu z miasta po stracie 5 powstańców.
Mimo ostatecznej porażki powstańców, Szydłowiec był jednym z pierwszych miast wyzwolonych w toku powstania styczniowego.